# Aymeric Laporte
Aymeric Jean Louis Gérard Alphonse Laporte (født 27. maj 1994 i Agen, Frankrig) er en fransk-spansk fodboldspiller, der spiller som forsvarsspiller hos Saudi Professional League-klubben Al-Nassr og Spaniens Landshold. 
Han har tidligere repræsenteret Athletic Bilbao, og Basconia i Spanien, og Manchester City i England.

## Statistikker
| Klub            | Sæson          | League         | League | League | Pokal | Pokal | Europa | Europa | Total | Total |
| Klub            | Sæson          | Division       | Kampe  | Mål    | Kampe | Mål   | Kampe  | Mål    | Kampe | Mål   |
| --------------- | -------------- | -------------- | ------ | ------ | ----- | ----- | ------ | ------ | ----- | ----- |
| Athletic Bilbao | 2012–13        | La Liga        | 15     | 0      | —     | —     | 2      | 0      | 17    | 0     |
| Athletic Bilbao | 2013–14        | La Liga        | 35     | 2      | 3     | 0     | —      | —      | 38    | 2     |
| Athletic Bilbao | 2014–15        | La Liga        | 33     | 0      | 7     | 0     | 9      | 0      | 49    | 0     |
| Athletic Bilbao | 2015–16        | La Liga        | 6      | 1      | 2     | 0     | 5      | 0      | 13    | 1     |
| Athletic Bilbao | Total          | Total          | 89     | 3      | 12    | 0     | 16     | 0      | 119   | 3     |
| Karriere total  | Karriere total | Karriere total | 89     | 3      | 12    | 0     | 16     | 0      | 119   | 3     |